# Stanley (Luisiana)
Stanley es una villa ubicada en la parroquia de De Soto en el estado estadounidense de Luisiana. En el Censo de 2010 tenía una población de 107 habitantes y una densidad poblacional de 18,85 personas por km².

## Geografía
Stanley se encuentra ubicada en las coordenadas 31°57′25″N 93°54′20″O / 31.95694, -93.90556. Según la Oficina del Censo de los Estados Unidos, Stanley tiene una superficie total de 5.68 km², de la cual 5.62 km² corresponden a tierra firme y (0.96%) 0.05 km² es agua.

## Demografía
Según el censo de 2010, había 107 personas residiendo en Stanley. La densidad de población era de 18,85 hab./km². De los 107 habitantes, Stanley estaba compuesto por el 95.33% blancos, el 0% eran afroamericanos, el 2.8% eran amerindios, el 0% eran asiáticos, el 0% eran isleños del Pacífico, el 1.87% eran de otras razas y el 0% pertenecían a dos o más razas. Del total de la población el 2.8% eran hispanos o latinos de cualquier raza.